# اوست-موتا
اوست-موتا (به لاتین: Ust-Muta) یک منطقهٔ مسکونی در روسیه است که در جمهوری آلتای واقع شده‌است.